# Jermi Käsewerk
Die Jermi Käsewerk GmbH ist eine Molkerei im oberschwäbischen Baustetten, einem Stadtteil von Laupheim im Landkreis Biberach.

## Geschichte
Der Name Jermi geht auf den ersten Inhaber Michael Jerg zurück. (JER(g) MI(chael)). Er erwarb im Jahr 1889 die Dorfmolkerei Käserei Fink in Baustetten und stellte im Einmannbetrieb Butter und Käse her. Schon während der Inflationszeit wurde die Produktion gestoppt und bis ins Jahr 1954 eine reine Handelstätigkeit betrieben. In diesem Jahr begann man mit der Weiterverarbeitung und Veredlung von Käse zu Schmelzkäse. In den 1960er-Jahren erfolgte der Einstieg in den Export der Waren in die Vereinigten Staaten, Osteuropa und Japan. 
2014 konnte der Betrieb 125 Jahre seines Bestehens feiern.

## Produktion

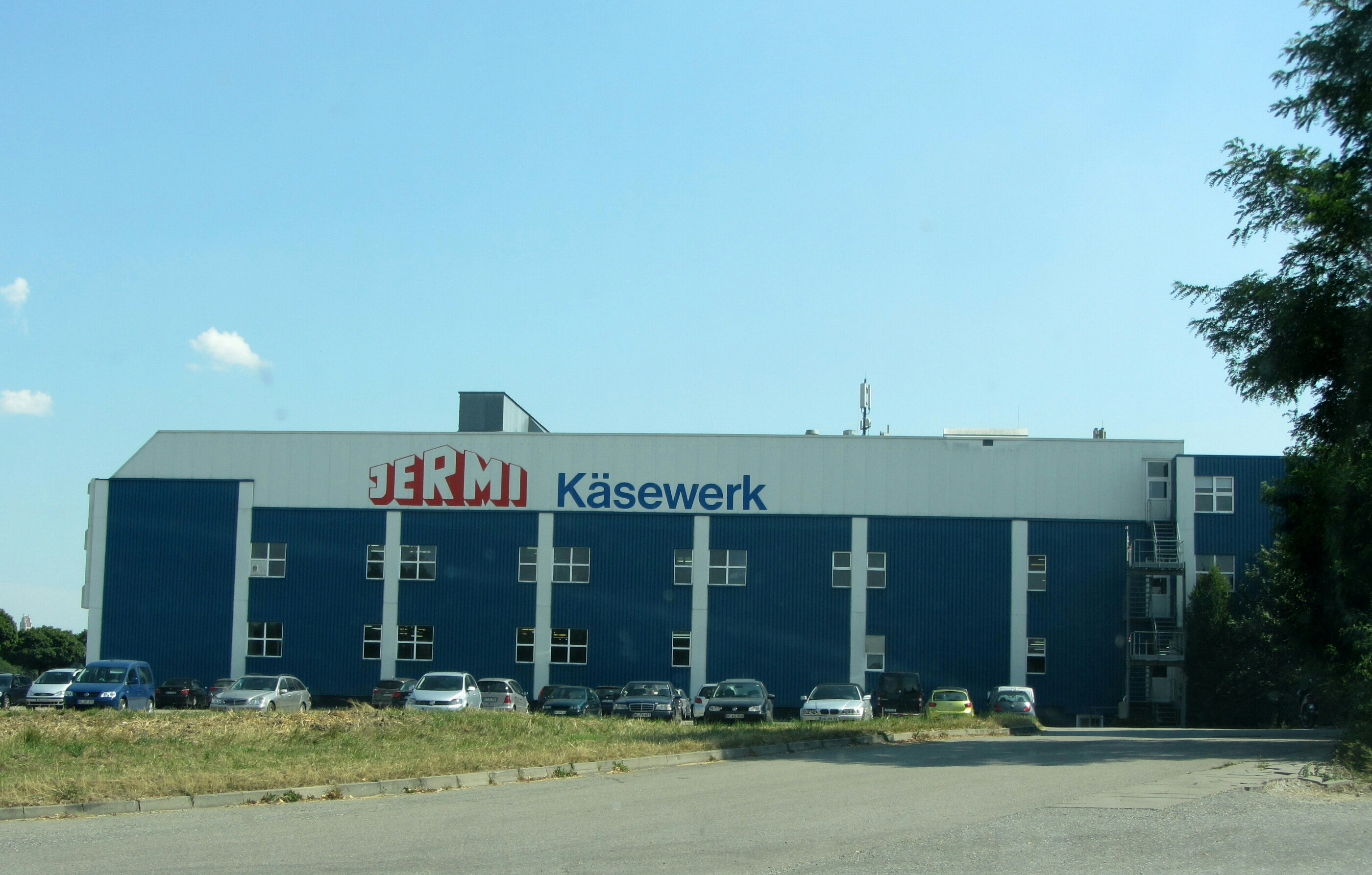
Jermi Käsewerk, 2015

Am Standort Baustetten werden 12.000 Tonnen Schmelzkäse und 10.000 Tonnen Naturkäse hergestellt. Von der Produktion gehen 65 % an inländische Großhändler und Discounter, 19 % in den Export und die verbleibenden 16 % an die lebensmittelverarbeitende Industrie.

## Struktur und Schwesterunternehmen
Die Jermi Käsewerk GmbH hat im eigenen Jahresabschluss mitgeteilt, dass ab dem Geschäftsjahr 2020 die Jerg GmbH & Co. KG die Obergesellschaft ist.
Im Jahr 2006 ging die Parmalat S.p.A. in die Insolvenz. Die Molkerei in Weißenhorn wurde übernommen und als Weißenhorner Molkerei GmbH weitergeführt. Beschäftigt werden 59 Mitarbeiter. Ab 2020 ist auch hier die Jerg GmbH & Co. KG die Obergesellschaft.
Beide Molkereien sind demnach seit 2020 Schwesterunternehmen. 